# Нововороб'ївська сільська рада
Нововороб'ївська сільська рада (Ново-Вороб'ївська сільська рада) — колишня адміністративно-територіальна одиниця та орган місцевого самоврядування у Базарському і Малинському районах Коростенської і Волинської округ, Київської й Житомирської областей Української РСР та України з адміністративним центром у селі Нові Вороб'ї.

## Населені пункти
Сільській раді були підпорядковані населені пункти:
- с. Нові Вороб'ї
- с. Дружне
- с. Нове Життя
- с. Рудня-Вороб'ївська
- с. Яблунівка

## Населення
Кількість населення ради, станом на 1923 рік, становила 2 688 осіб, кількість дворів — 588.
Кількість населення сільської ради, станом на 1924 рік, становила 2 889 осіб.
Відповідно до результатів перепису населення СРСР, кількість населення ради, станом на 12 січня 1989 року, становила 778 осіб.
Станом на 5 грудня 2001 року, відповідно до перепису населення України, кількість мешканців сільської ради становила 618 осіб.

## Склад ради
Рада складалася з 12 депутатів та голови.

### Керівний склад сільської ради
| ПІБ                         | Основні відомості                                                 | Дата обрання | Дата звільнення |
| --------------------------- | ----------------------------------------------------------------- | ------------ | --------------- |
| Конончук Валентина Петрівна | Сільський голова, 1972 року народження, позапартійна              | 26.03.2006   | 31.10.2010      |
| Тимошенко Микола Іванович   | Сільський голова, 1956 року народження, освіта вища, безпартійний | 31.10.2010   |                 |

Примітка: таблиця складена за даними джерела

## Історія
Створена 1923 року в складі сіл Нові Вороб'ї, Рудня-Вороб'ївська та хутора Хавч Нововороб'ївської волості Овруцького повіту Волинської губернії. Станом на 1 жовтня 1941 року у підпорядкуванні ради числилися поселення Нове Життя, Петровського (Петрівський), Шевченка; х. Хавч не значився на обліку населених пунктів.
Станом на 1 вересня 1946 року сільська рада входила до складу Малинського району Житомирської області, на обліку в раді перебували с. Нові Вороб'ї та хутори Нове Життя, Петрівський (згодом — Яблунівка), Рудня-Вороб'ївська і Шевченка (згодом — Дружне).
11 серпня 1954 року, відповідно до указу Президії Верховної ради Української РСР «Про укрупнення сільських рад по Житомирській області», до складу ради включено с. Старі Вороб'ї та хутори Крупської і Першотравневий (згодом — Перше Травня) ліквідованої Старовороб'ївської сільської ради Малинського району. 5 березня 1959 року, відповідно до рішення Житомирського ОВК № 161 «Про ліквідацію та зміну адміністративно-територіального поділу окремих сільських рад області», села Крупської, Перше Травня та Старі Вороб'ї передано до складу Новогутянської сільської ради Малинського району. 14 березня 1960 року, відповідно до рішення Житомирського ОВК № 227 «Про зміни в адміністративно-територіальному поділі сільських рад Малинського р-н.», підпорядковано села Крупське, Першотравневе та Старі Вороб'ї ліквідованої Старовороб'ївської сільської ради.
На 1 січня 1972 року сільська рада входила до складу Малинського району Житомирської області, на обліку в раді перебували села Дружне, Крупське, Нове Життя, Нові Вороб'ї, Першотравневе, Рудня-Вороб'ївська, Старі Вороб'ї та Яблунівка.
21 серпня 1989 року, відповідно до рішення Житомирського ОВК № 212 «Про деякі питання адміністративно-територіального устрою», села Крупське, Першотравневе та Старі Вороб'ї передано до складу відновленої Старовороб'ївської сільської ради Малинського району.
Виключена з облікових даних 17 липня 2020 року. Територію та населені пункти ради, відповідно до розпорядження Кабінету Міністрів України № 711-р від 12 червня 2020 року «Про визначення адміністративних центрів та затвердження територій територіальних громад Житомирської області», включено до складу Малинської міської територіальної громади Коростенського району Житомирської області.
Входила до складу Базарського (7.03.1923 р.) та Малинського (2.03.1927 р.) районів.